# Ambrosio Valero
Ambrosio Valero (Granada, 21 juny de 1984) és un pianista andalús. Va ser nomenat a Viena«embaixador Bösendorfer».
La seva carrera com a intèrpret l'ha portat a col·laborar amb diferents agrupacions i artistes com el violoncellista Alberto Martos, el violinista i deixeble de Pinchas Zukerman, Guy Braunstein, Concertino de la Filharmònica de Berlín i el violista Paul Neubauer. També ha col·laborat en diferents produccions amb els directors d'orquestra Enrique García Asensio i Josep Vicent.
Ha estat guardonat pel Institut Cervantes i en diferents competicions com el Concurs Internacional de piano "Rotary Rotaract", el Concurs Internacional de Piano Frechilla-Zuloaga i ha obtingut Medalla, Premi Especial a la interpretació de l'obra de Mompou i medalla en el Concurs Internacional de Piano «Maria Canals» de Barcelona.
Ha tocat en escenaris com l'Auditori Nacional de Madrid, el Palau de la Música Catalana de Barcelona, l'Auditori Nacional de Sofia (Bulgària), el Acropolium de Cartago a Tunísia. o el Festival Internacional de Música y Danza de Granada.
El seu disc Impresiones Íntimas amb el segell discogràfic IBS Classical va estar situat al Parade de la Revista Ritmo.